# September 30, 1955
September 30, 1955 è un film del 1977 diretto da James Bridges.

## Trama
La sera del 30 settembre 1955 a Conway, Arkansas, lo studente universitario Jimmy J. guarda il film La valle dell'Eden da solo in un teatro. Il giorno dopo, agli allenamenti di football, viene a sapere che la star del film, James Dean, è morto in un incidente stradale in California nello stesso momento in cui Jimmy J. stava guardando il film. Il giovane corre disperato alla stazione radio locale per conoscere i dettagli.
Più tardi, Jimmy J. si reca con la sua ragazza Charlotte, il suo compagno di stanza Hanley ed un'altra coppia del college, Frank e la sua ragazza Pat, in riva al fiume Arkansas. Lì Jimmy J. si arrabbia perché i suoi amici non capiscono la profondità del suo dolore. Quando Frank lo sminuisce per essersi preoccupato così tanto di qualcuno che non ha mai incontrato, Jimmy J. spiega che ha visto "La valle dell'Eden" quattro volte e che la sua amica Billie Jean l'ha visto 22 volte. Poi Jimmy J. realizza una statuetta del Premio Oscar con del fango, poi si spoglia rimanendo in mutande, si cosparge il corpo di terra e sabbia bagnata e conduce una cerimonia per evocare lo spirito di Dean. Quando sul luogo arriva la polizia, il gruppo scappa in città, dove Frank e Pat dicono a Jimmy J. che è completamente matto. Charlotte accetta di lasciare che Jimmy J. continui la seduta spiritica a casa sua più tardi.
Tornato al suo dormitorio, Jimmy J. scopre che sua madre, il suo fratellino e sua zia sono venuti per portarlo al cinema. Sua madre resta profondamente delusa dal suo aspetto sporco e teme che finirà per diventare un perdente come suo padre. Jimmy J. chiama Billie Jean e la invita a presentarsi anche lei quella sera a casa di Charlotte quella sera per la seduta spiritica. L'allenatore Haynes si presenta al dormitorio per confrontarsi con Jimmy J., rimprovverandolo per aver lasciato l'allenamento di football quella mattina.
Più tardi, Jimmy J., Hanley e lo studente Eugene lasciano il campus e si fermano a prendere Billie Jean, trovandola vestita come il personaggio di Vampira (una vera amante di James Dean), con un trucco pesante e un mantello nero. Billie Jean tenta di sedurre Jimmy J., ma lui la respinge. A casa di Charlotte, Billie Jean oscura la stanza, accende candele e pulisce i mobili. Quando Charlotte e Jimmy J. restano da soli, lei lo affronta su Billie Jean, ma lui afferma che, sebbene sia inaffidabile come suo padre, non ha fatto sesso con Billie Jean. Quando il gruppo usa una tavola Ouija per contattare Dean, solo Jimmy J. e Billie Jean avvertono la sua presenza.
Quella notte, travestiti da fantasmi e vampiri, il gruppo provoca il caos nel cimitero locale. Quando arriva la polizia, Billie Jean fa accidentalmente cadere un candelabro sul suo mantello che prende fuoco, lasciandola gravemente ustionata.
Tre settimane dopo, alla homecoming parade, Jimmy J. arriva su una motocicletta, vede Charlotte su di un carro e vi sale anche lui per parlare con lei. La affronta per aver rotto con lui, la bacia e poi scende. Hanley vede Jimmy J. e lo saluta calorosamente mentre Frank e Pat passano davanti alla parata, con Frank che urla che pensava che Jimmy J. fosse stato cacciato da scuola. Anche Eugene è alla parata come parte della banda musicale e saluta Jimmy J.
Jimmy J. fa poi visita a Billie Jean, che è tornata a casa dall'ospedale e non ha più parlato dall'incidente. La ragazza è quasi interamente coperta di bende. Jimmy J. le confessa di essere andato a vedere Gioventù bruciata la notte precedente e di averlo visto quattro volte in modo da poterle raccontare tutti i dettagli. Jimmy J. racconta come il film sia parallelo alla sua stessa vita e spiega che è responsabile delle ferite di Billie Jean nello stesso modo in cui il personaggio di Dean è responsabile della morte di Plato. Le chiede perdono, mentre sta partendo per la California per visitare il luogo in cui è morto Dean, e la prega di parlare, poiché sua madre, Melba Lou, ha espresso la sua intenzione di mandarla in un sanatorio per un trattamento di elettroshock nella speranza di porre fine al suo mutismo. Riprendendo a parlare, Billie Jean gli urla di "smetterla", implora di non essere mandata al sanatorio e gli chiede di frantumare i suoi specchi in modo che lei non possa vedere il suo corpo sfregiato. Lui obbedisce e rompe gli specchi. Sua madre entra, vede i mobili danneggiati e, dopo aver sentito le grida di Billie Jean di non impegnarsi, si arrabbia perché Jimmy J. ha rivelato le sue intenzioni e si unisce a sua figlia nel dire a Jimmy J. che la vita non è un film. Jimmy J. se ne va.
Guardando da lontano la partita di football, Jimmy J. assiste all'incoronazione di Charlotte come reginetta del football. Quindi parte con la sua motocicletta, diretto in California.

## Produzione
Le riprese sono state ritardate di un anno dopo che Richard Thomas si ruppe la caviglia in un incidente in moto.
Il cast originale includeva alcuni attori con sede in Arkansas, come un attore assegnato alla parte di Eugene, ma a causa del ritardo delle riprese l'attore era cresciuto e venne sostituito da Dennis Christopher.

## Accoglienza

### Critica
Il New York Times ha definito il film "... divertente, solenne, assolutamente accurato."